# 제26회 세계 스카우트 잼버리
제26회 세계 스카우트 잼버리는 오는 2027년 열릴 예정인 세계 스카우트 잼버리 대회로, 개최 예정지는 폴란드 포모제주 그단스크이다. 
제25회 세계 스카우트 잼버리(2023) 개최를 두고 한국스카우트연맹과 폴란드 스카우트 연맹이 유치전을 벌였고, 2017년 아제르바이잔 바쿠에서 열린 제41회 세계 스카우트 대회에서 제25회 대회는 대한민국의 새만금(전라북도 부안군 하서면)이 개최지로 결정되었다. 이후 폴란드는 제26회 대회의 개최를 제안하였고, 2021년 8월 폴란드 포모제주 그단스크가 제26회 대회 개최지로 선정되었다.

## 그단스크
개최 예정지인 그단스크는 발트해 연안의 도시로, 폴란드의 주요 항구 도시 중 하나이다. 대회가 예정된 7·8월의 일 평균 기온은 17도 내외이며, 평균 최고 기온은 21~22도 내외이다. 평균 강수일은 12~13일, 평균 강수량은 약 55~66mm가량이다.

## 같이 보기
- 세계 스카우트 연맹
- 세계 스카우트 잼버리

### 내용주
1. ↑  Związek Harcerstwa Polskiego, ZHP

### 참조주
1. ↑  https://www.gdansk.pl/wiadomosci/Swiatowe-Jamboree-50-000-skautek-i-skautow-przyjedzie-w-2027-roku-do-Gdanska-ZHP-organizatorem-ZDJECIA-i-WIDEO,a,202861